# Хавастський район
Хавастський район (узб. Xovos tumani / Ховос тумані) — адміністративно-територіальна одиниця у складі Сирдар'їнської області Республіки Узбекистан. Адміністративним центром району є міське селище Хаваст.

## Історія
У 1930–1950-х роках землі Хавастського району, з адміністративним центром у селищі Урсатьєвська, входили до складу Ташкентської області. 7 березня 1959 року район було ліквідовано, а його територія передана в адміністративне підпорядкування місту Янгієр.
У 1961 році було створено Янгієрський район, який у 1963 році увійшов до складу новоствореної Сирдар'їнської області. У 1975 році район отримав сучасну назву — Хавастський. У 2004 році були внесені зміни до його адміністративних кордонів, що стало частиною процесу територіального реформування в регіоні.

## Населення
Основну частину населення району складають узбеки. Також тут проживають таджики, казахи, татари, туркмени, корейці, росіяни, кримські татари, азербайджанці, вірмени, українці та представники інших національностей. Середня щільність населення станом на 2004 рік становила 49,4 людини на квадратний кілометр.

## Адміністративно-територіальний поділ
Станом на 1 січня 2011 року до складу району входять:
- Міське селище Хаваст
- 12 сільських сходів громадян:

1. Бінокор
2. Гульбахор
3. Зафарабад
4. Карвансарой
5. Кахрамон
6. Пахтакор
7. Сохібкор
8. Туркистан
9. Фархад
10. Хаватаг
11. Хуснабад
12. Чаманзар

## Природа
Хавастський район розташований переважно в південній частині Сирдар'їнської області. Рельєф території представлений низовинами, пагорбами та гірськими масивами, які поступово підвищуються з півночі (250–350 м) на південь (1200–1600 м). Клімат району різко континентальний, з жарким і сухим літом та холодною зимою. Середньорічна температура становить +15 °C, у січні середня температура опускається до -2 °C, а мінімальні значення досягають -30 °C. У липні середня температура становить +30 °C, а максимальна може сягати +46 °C. Річна кількість опадів варіюється залежно від місцевості: на північному заході випадає 200–250 мм, тоді як у південних районах — 400–450 мм. Однією з природних особливостей регіону є потужний вітер Хавас (відомий також як Бекабадський вітер) — один із найсильніших у Середній Азії. В середньому він дме 48–52 дні на рік, найчастіше з листопада по березень. Взимку швидкість поривів сягає 25–30 м/с, а влітку — 10–15 м/с. Тривалість вітру зазвичай становить 1–3 дні, інколи до 5 днів. Вегетаційний період у районі триває 224 дні, що створює сприятливі умови для розвитку сільського господарства.
Пагорби Хавастського району складені пісковиком, піском і лесовими відкладами. У південній частині переважають сірі, світло-сірі та типові сірі ґрунти, сформовані на лесах, які активно використовуються для весняних сільськогосподарських робіт. На рівнинах поширені сірі, світло-сірі, типові сірі та лугові сірі ґрунти, що робить їх придатними для землеробства. Район зрошується Південно-Мірзачульським каналом імені Саркісова, що відводить воду з річки Сирдар'я. Крім того, для зрошення використовуються річки Саватсой, Сармічсой, Могулсой, Ходжамушкентсой, Кипчаксой та інші водотоки. Навесні пагорби вкриваються різнотрав’ям. На рівнинах ростуть осока, полин, очерет, пухівка, ітузум, шамак, гумай та інші рослини, характерні для степових і напівпустельних зон. Тваринний світ району також досить різноманітний. Серед хижаків зустрічаються лисиці, вовки та рисі. Пташиний світ представлений степовим орлом, лелекою, крехом та криженем. Серед гризунів поширені зайці, їжаки, щури, полівки та польові миші. До рептилій належать черепахи, змії, ящірки та інші плазуни.

## Економіка
У Хавастському районі працюють численні промислові та будівельні підприємства, серед яких Фархадська ГЕС та Сирдар'їнська ТЕС. Економіка регіону розвивається завдяки 37 фірмам і малим підприємствам, а також спільному узбецько-китайському виробництву «ХовастФусін», яке спеціалізується на виготовленні ковбасних виробів. Тут також функціонують автомобільний завод, нафтобаза, завод із переробки зерна, підприємства з переробки винограду та кілька цегельних заводів. Важливу роль у житті району відіграють три дехканські ринки, що забезпечують населення сільськогосподарською продукцією. У сільськогосподарському секторі активно працює компанія Z та 930 фермерських господарств, які відіграють значну роль у забезпеченні продовольчої безпеки регіону.
Сільське господарство Хавастського району охоплює значні площі земель, з яких 36,7 тисячі гектарів знаходяться у розпорядженні фермерських господарств. У регіоні розвинене вирощування садових культур, винограду та фруктових дерев. Основні посіви займають бавовна, яка культивується на 13 500 гектарах, і зернові культури, що вирощуються на 11 700 гектарах. Окрім цього, значні площі відведені під овочі, баштанні культури та картоплю.
У господарствах Хавастського району активно розвивається тваринництво. На колективних і фермерських фермах утримується 17,7 тисячі голів великої рогатої худоби, що забезпечує молочну та м’ясну продукцію для місцевого населення. Овечі та козині отари налічують близько 21,8 тисячі голів, а птахівництво представлено 25,4 тисячі голів. Крім того, у районі розводять коней, загальна кількість яких у 2004 році становила 408.
Район має добре розвинену транспортну інфраструктуру. Через нього проходять потяги на таких маршрутах, як Ташкент-Самарканд, Ташкент-Худжанд та Ташкент-Джелалабад, що зупиняються на залізничних станціях Хаваст і Янгієр. Крім того, автобуси з'єднують різні населені пункти району, зокрема маршрути Хаваст-Ґулістан, Фархад-Хаваст, Хаваст-Янгієр та Фархад-Янгієр забезпечують зручне сполучення з іншими регіонами.
У 2003/2004 навчальному році в 28 загальноосвітніх школах Хавастського району навчалося 15,9 тисячі учнів. Освітня інфраструктура району також включає 2 школи для обдарованих дітей, музичну школу, 2 професійні училища, а також культурні заклади, зокрема будинок культури, 20 бібліотек, 9 естрадних колективів та 4 фольклорні ансамблі. Для розвитку творчих здібностей населення функціонують гуртки художньої самодіяльності. Спортивну інфраструктуру району представляють 9 стадіонів, серед яких один центральний. У галузі охорони здоров'я район має розвинену мережу медичних закладів, включаючи центральну лікарню, службу швидкої медичної допомоги, діагностичні центри, відділення дитячої хірургії та реанімації, інфекційну лікарню, 7 сільських лікарських пунктів, 3 поліклініки, а також санаторій «Хавотог», де лікують цілющими водами. Інформаційне забезпечення району здійснюється через районну газету «Хаваст Овозі», яка виходить з 1931 року. Останнім часом у районі стартував проєкт «Місто Хаваст», який спрямований на покращення рівня життя населення і наразі знаходиться на етапі реалізації.